# Campeonato Asiático de Corta-Mato de 2007
A 9ª edição do Campeonato Asiático de Corta-Mato ocorreu no dia 10 de março de 2007 em Amã na Jordânia. A categoria por equipes foi constituída de três atletas para cada nacionalidade o que contou pontos na classificação final.

## Medalhistas
Esses foram os resultados do campeonato. 
| Evento                      | Ouro                          | Prata                         | Bronze                               |
| --------------------------- | ----------------------------- | ----------------------------- | ------------------------------------ |
| Senior Masculino individual | Abdullah Ahmad Hassan · Catar | Surendra Singh Kumar · Índia  | Khaled Kamal Khaled · Bahrein        |
| Senior Masculino por equipe | Catar                         | Bahrein                       | Sem premiação                        |
| Junior Masculino individual | Kamal Ali Thamer · Catar      | Nasser Jamal Nasser · Catar   | Mujahid Al-Ommal · Iêmen             |
| Junior Masculino por equipe | Iêmen                         | Sem premiação                 | Sem premiação                        |
| Senior Feminino individual  | Maryam Yusuf Jamal · Bahrein  | Karima Saleh Jassem · Bahrein | Nadia Ejjafini · Bahrein             |
| Senior feminino por equipe  | Bahrein                       | Japão                         | China                                |
| Junior Feminino individual  | Monika Raut · Índia           | Rohini Raut · Índia           | Bara´a Awadallah Marouane · Jordânia |
| Junior Feminino por equipe  | Índia                         | Jordânia                      | Sem premiação                        |

## Quadro de medalhas
| Ordem | País     | Ouro | Prata | Bronze |    |
| 1     | Catar    | 3    | 1     | 0      | 4  |
| 2     | Bahrein  | 2    | 2     | 2      | 6  |
| 3     | Índia    | 2    | 2     | 0      | 4  |
| 4     | Iêmen    | 1    | 0     | 1      | 2  |
| 5     | Jordânia | 0    | 1     | 1      | 2  |
| 6     | Japão    | 0    | 1     | 0      | 1  |
| 7     | China    | 0    | 0     | 1      | 1  |
| Total | Total    | 8    | 7     | 5      | 20 |